# Politique comparée
La politique comparée est un domaine d'étude de la science politique et plus largement des sciences sociales. Elle tente de répondre à des questions politiques en appliquant une méthode rigoureuse. La politique comparée emprunte une démarche typologique qui cherche à classifier et théoriser les différents phénomènes politiques. Selon le politiste Giovanni Sartori, « classifier, c'est ordonner un univers donné en classes qui sont mutuellement exclusives et collectivement exhaustives. Les classifications permettent donc d'établir ce qui est le même et ce qui ne l'est pas ».

## Histoire
Comparer les phénomènes politiques est une pratique très ancienne. Elle existait déjà au temps de la Grèce antique et Aristote en est un parfait exemple. Celui-ci proposait une typologie des différentes organisations étatiques. D'autres auteurs comme Machiavel, Descartes, Montesquieu et Rousseau l'ont aussi explorée et contribué à son exploration. Mais c'est à partir du XIXe siècle que les principes fondateurs sont établis. Alexis de Tocqueville écrit en 1835 son premier volume De la démocratie en Amérique où il compare spatialement et temporellement le système politique américain à d'autres systèmes politiques existants. Karl Marx a proposé une approche historique et a comparé les mouvements collectifs et les mécanismes d'exploitation et du sous-développement. Le sociologue Émile Durkheim a, quant à lui, utilisé des outils classificateurs venant de la sociologie pour étudier les phénomènes des sociétés civiles. Il a contribué à faire reconnaître la politique comparée comme une science. Max Weber, lui aussi sociologue, a proposé le principe d'idéal-type, fondamental pour la discipline.

## Phénomènes étudiés
Ce que l'on compare souvent en politique sont les institutions (État, différents régimes), les processus de transformations (démocratisation, transitions), les forces et les comportements politiques.

## Approches
La politique comparée utilise plusieurs types d'approches ayant chacune leur spécificité. il existe beaucoup de manières différentes de les classer et celle proposée ci-dessous n'en est qu'une parmi beaucoup d'autres. Néanmoins, c'est certainement une des plus simples et des plus ordonnées.

### Institutionnelle
L'approche institutionnaliste est l'approche la plus riche et la plus ancienne. Elle se base comme son nom l'indique sur les institutions et peut être séparée en plusieurs sous-catégories. Commençons par la plus ancienne qui est l'ancien institutionnalisme. L'ancien institutionnalisme est né vers la fin du XIXe siècle et s'intéressait principalement à la démocratie et au rôle des institutions dans celle-ci. Cette approche s'intéressait de fait aux lois, à la constitution ainsi qu'aux différents corps et combinaisons formant le système politique des pays. Elle s'intéresse aux conséquences des différentes combinaisons et les classifie. L'état était au centre des analyses et des lois établies étaient nécessaires au bon fonctionnement et au respect des institutions. Les anciens institutionnalistes sont rationalistes (à ne pas confondre avec le rationalisme des relations internationales), c'est-à-dire qu'ils partaient du postulat que les acteurs du système politique étaient rationnels dans leur choix et dans leur compromis. Le behavioralisme parfois appelé behaviorisme ou encore comportementalisme est apparu dans les années 1950-60 en réponse à l'approche ancienne de l'institutionnalisme. Cette approche utilisait les outils empiriques des sciences de la nature et consistait à quantifier les phénomènes (approche quantitative) pour pouvoir en tirer des théories générales et ainsi pouvoir faire des prévisions futures. Cette approche se base aussi sur les comportements des acteurs et affirme la complexité de leurs relations dans et en dehors des institutions. Le néoinstitutionnalisme apparait en réaction au behavioralisme, critiquant son caractère uniquement quantitatif, et est en quelque sorte un retour aux institutions. Mais les institutions prennent un sens élargi englobant trois sous approches: La première est l'institutionnalisme historique, la deuxième est l'institutionnalisme du choix rationnel et l'institutionnalisme sociologique.

### Économique
L'approche économique consiste à expliquer les phénomènes politiques par l'économie. Cette approche est surtout tournée vers l'explication des démocratisations, de la consolidation démocratique, et des rechutes autoritaires des régimes politiques. Limongi et Przeworski (1995) écrivaient que la probabilité qu'il y ait une transition démocratique dans un pays ayant un régime autoritaire était deux fois supérieure si l’économie était en crise l'année antérieure que si elle était en expansion. Par exemple, l'Union soviétique a implosé lorsque son économie était en crise. Un régime démocratique serait aussi plus enclin à tomber dans l'autoritarisme si l'économie du pays est catastrophique.
Karl Marx a aussi une grande place dans l'approche économique avec sa théorie globale du capitalisme et de la lutte des classes. Selon lui, l'économie explique la naissance des États et leur évolution d'une économie esclavagiste à une économie féodale puis à une économie capitaliste pour ensuite arriver à une économie communiste. Son approche économique est très liée à son approche historique.

### Culturelle
Cette approche se base sur les différences culturelles des cas comparés pour expliquer un phénomène particulier. 
Dans « L’éthique protestante et l’esprit du capitalisme », Max Weber explique que le capitalisme est le fruit du protestantisme. Ce dernier,  valorisant l'épargne, l'absence du gout du luxe ou de surconsommation aurait abouti à cette forme d'organisation de la société. Dans « De la démocratie en Amérique », Alexis de Tocqueville souligne l’importance des mœurs puritaines américaines, l’esprit de liberté et l'esprit de religion aboutissant à la démocratie. David Landes, dans le chapitre « Culture makes almost all the difference » du livre « Culture Matters: How Values Shape Human Progress » par Lawrence E. Harrison, explique que la culture d'un pays peut expliquer un phénomène. Il écrit par exemple que l'on aurait pu prévoir la croissance économique d'après guerre du Japon et de l'Allemagne par leur culture.
C'est une approche très utilisée par les pères fondateurs de la politique comparée. Cette approche est néanmoins controversée et souvent critiquée pour sa normativité et sa simplicité.

### Historique
Les pères fondateurs tels Tocqueville, Marx, Weber ou Durkheim sont les premiers comparatistes à utiliser l'approche historique. Dans sa version moderne, Charles Tilly décrit l'approche historique comme étant destinée à étudier les grandes structures, les vastes processus et les immenses comparaisons. Selon lui, l'approche suit le raisonnement des pères fondateurs, concentrés sur l'évolution des sociétés vers la modernité. Cette approche compare des phénomènes importants mais sans vouloir trouver de conclusion trop généralisante. Les événements historiques sont de principale importance. Mais attention, cette approche ne consiste pas seulement en la narration d'événements passés. L'analyse critique de la conjoncture, des moments clefs ainsi que des séquences d'apparition est centrale. Les démarches d'interprétation et de causalité sont empruntées. L'approche historique a été formalisée au début du vingtième siècle, a diminué en importance lors de l'essor du behavioralisme et est réapparue dans sa version modifiée après la décadence du behavioralisme dans les années 80.

## Stratégies de recherche
Il existe plusieurs stratégies de recherche différentes selon le nombre de cas comparés et selon le phénomène que l'on veut comparer. Voici les principales stratégies utilisées:

### Étude de cas
Selon Dogan et Pelassy, une étude de cas a une portée généralement descriptive. Elle porte sur un seul cas, ce qui peut être critiqué en sachant qu'il y a peu de comparaison. Elle est adaptée aux recherches à ambition idiographique,.

### Comparaison individualisante
Selon Charles Tilly, la comparaison individualisante a pour but de comparer plusieurs cas par rapport à un seul thème. On compare un cas spécifique dont on veut montrer la particularité, à d'autres cas différents. C'est une méthode de recherche à ambition idiographique.

### Comparaison universalisante
Selon Charles Tilly encore, la comparaison universalisante est la comparaison contraire à l'individualisante. Elle cherche à démontrer une similarité entre plusieurs cas. C'est une méthode qui cherche à créer des généralisations. Elle court néanmoins le risque de trop généraliser.

### Comparaison binaire
Selon Dogan et Pelassy, la comparaison binaire est une comparaison de deux cas ayant un certain nombre de similarités mais divergeant sur une caractéristique précise. C'est cette divergence que l'on veut expliquer. C'est une méthode courante dans l'approche historique, qui a notamment été utilisée par Tocqueville,.

### Recherche de variations
Cette comparaison choisit un phénomène politique et en décrit les caractéristiques changeantes à travers le temps et l'espace, dans plusieurs cas.

## Auteurs et politistes comparatistes
- Aristote
- Machiavel
- Montesquieu
- Voltaire
- Jean-Jacques Rousseau
- Alexis de Tocqueville
- Astolphe de Custine
- Karl Marx
- Émile Durkheim
- Max Weber
- Raymond Aron
- Barrington Moore
- Jean Baechler
- Giovanni Sartori
- Mattei Dogan
- Dominique Pelassy
- Charles Tilly
- Adam Przeworski
- Arend Lijphart
- Theda Skocpol
- Marc Bloch
- Crane Brinton
- Seymour Martin Lipset
- Samuel P. Huntington
- Robert A. Dahl
- Robert Putnam
- Vincent Hoffman Martinot